# Transvaalkwartier

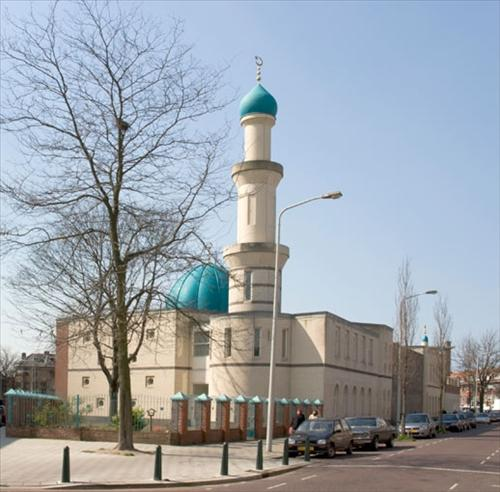
Moskee aan de Scheeperstraat, Transvaal

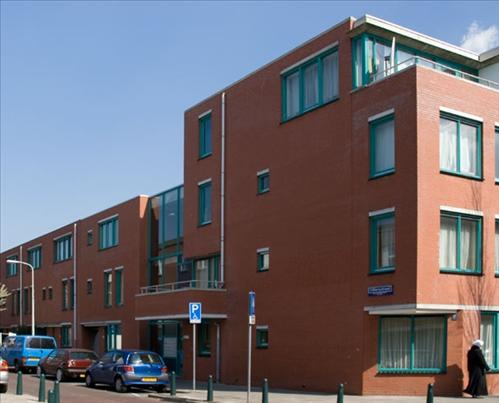
Nieuwbouw in de Cillierstraat, Transvaal

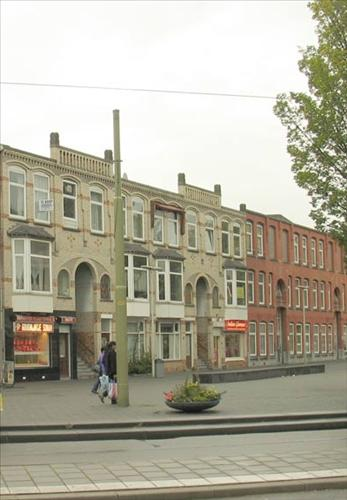
Paul Krugerplein, Transvaal

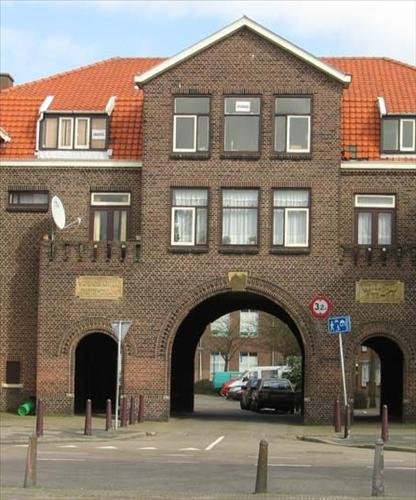
Vrijstaathof, Transvaal (gesloopt in 2008)

Het Transvaalkwartier is een wijk in Den Haag. De wijk ligt ten zuidwesten van het centrum en wordt begrensd door de Loosduinsekade, Monstersestraat, De Heemstraat, Hoefkade, Dierenselaan, Zuiderpark en de De La Reyweg. De wijk is tussen 1900 en 1935 gebouwd. De Haagse Markt, die de buurt een internationale uitstraling geeft, werd hierheen verplaatst in 1938. 

## De naam Transvaal
De wijk heet Transvaalkwartier omdat de straten namen kregen die ontleend waren aan de Tweede Boerenoorlog in Zuid-Afrika (1899-1902). Deze oorlog maakte veel indruk in Nederland waar veel sympathie bestond voor de strijd van de Boeren (oorspronkelijke Nederlanders) tegen de Britten. Transvaal, de volkse naam voor de Zuid-Afrikaansche Republiek, bestond van 1852 tot 1902, daarna ging Transvaal over in Britse handen.
De wijk grenst aan de wijken Groente- en Fruitmarkt, Rustenburg en Oostbroek, Regentessekwartier en Schilderswijk.

## Geschiedenis
Voor 1895 stonden in het gebied van het huidige Transvaal twee markante gebouwen: Kasteel Westerbeek uit circa 1430, gesloopt in 1794 (hoek De La Reyweg/Bothastraat), en de buitenplaats Engelenburg, die voor het eerst vermeld wordt in 1570. Voordat hier grootschalige woningbouw plaatsvond, was het een landelijk gebied met boerderijen tussen sloten en vaarten, dat ontsloten werd via de Loosduinseweg en haar trekvaart. Langs een sloot tussen de Beeklaan en de Moerweg liep de De La Reykade, die aansloot op eenzelfde Loosduinschekade.
In 1898 werd het stratenplan van de wijk goedgekeurd. De eerste bebouwing ontstond op het stuk tussen de huidige De La Reyweg, de Steynlaan en de Loosduinsekade. In de eerste jaren van de 20e eeuw werden de Paul Krugerlaan en de zijstraten aangelegd. De woningen waren bedoeld voor de lage middenklasse, en voor arbeiders die ten tijde van de industriële revolutie naar de stad waren getrokken. Dit deel van de wijk bevatte voornamelijk eentonige revolutiebouw, gebouwd door speculanten en vaak van slechte kwaliteit. Met de invoering van de Woningwet van 1901 probeerde de overheid de bouw van dit soort woningen tegen te gaan. Vanaf 1914 begon de woningbouw in het gebied ten zuiden van de Scheeperstraat tot aan de Hoefkade. Ook in dit deel van de wijk was de bebouwing zeer dicht, maar omdat deze woonblokken gebouwd werden door woningbouwverenigingen was de bouwkundige kwaliteit beter. Deze huizen hadden echter wel een sombere uitstraling. Rond 1930 werd de wijk voltooid.
De Haagse Markt (Haagse Mart) is sinds 1938 in Transvaal te vinden, tussen het Hobbemaplein en de Hoefkade. Voordien werd de markt gehouden aan de Prinsegracht maar dat was door het toenemende verkeer aldaar niet meer mogelijk. De markt heeft zich in de loop der jaren ontwikkeld tot de grootste markt van Nederland. 
Het noordelijke deel van de wijk werd slecht onderhouden, waardoor de middenklasse vertrok en er steeds meer mensen uit de lagere inkomenscategorie kwamen wonen. Tijdens de stadsvernieuwing, die in de jaren zeventig begon, werd dit deel van de wijk als eerste aangepakt. Een groot deel van de bebouwing is vervangen door nieuwbouw, maar er zijn ook panden gerenoveerd - onder andere aan de Paul Krugerlaan, het Paul Krugerplein, de Steijnlaan en de Loosduinsekade.

## Tegenwoordige tijd
Vanaf de jaren negentig zijn veel slechte panden gesloopt om plaats te maken voor nieuwbouw. Hierdoor is de wijk sterk van karakter veranderd. Van een betere volksbuurt veranderde Transvaal in een multiculturele wijk. De wijk telde op 1 januari 2008 14.019 bewoners; een mix van allerlei etniciteiten. 90% van de bewoners is van allochtone afkomst; vooral Turks, Marokkaans en Surinaams.
Hieronder een overzicht van de etnische groepen per 2008:
| Groep                             | %    | aantal |
| --------------------------------- | ---- | ------ |
| Turken                            | 30   | 4.200  |
| Marokkanen                        | 14   | 1.960  |
| Surinamers                        | 23,5 | 3.290  |
| Nederlanders                      | 10   | 1.400  |
| Antillianen                       | 2,5  | 350    |
| overige niet-Westerse allochtonen | 13   | 1.820  |
| overige Westerse allochtonen      | 7    | 980    |

Transvaal is geen rijke buurt. In 2006 had 71% van de huishoudens een laag inkomen, 24,5% een middeninkomen, en 4,5% een hoog inkomen. 32,8% van de bewoners van Transvaal leeft volgens de gemeentelijke gegevens van een minimuminkomen; tweemaal zoveel als de totale bevolking van de gemeente Den Haag (16%). De potentiële beroepsbevolking bedroeg in januari 2008 9.800 personen. In 2007 hadden 1.792 bewoners een inkomen uit arbeid als werknemer of zelfstandige.
De wijk telde in 2000 ca. 6.700 woningen, waarvan 63% in het bezit was van de Haagse woningcorporaties Staedion (50%) en Haag Wonen (13%). De overige 37% was van particulieren. Het woningaanbod in Transvaal is altijd eenvormig geweest; de wijk kent vooral portiekwoningen. In de toekomst moet het woningaanbod gevarieerder worden. Transvaal is een van de dichtstbevolkte wijken van Den Haag. Pleinen, plantsoenen en openbaar groen zijn schaars. De wijk kent een hoge mobiliteit, per jaar wisselt 30% van de woningen van bewoner, waarbij meestal naar een woning buiten Transvaal wordt verhuisd. Dit heeft een negatieve invloed op de sociale cohesie in de wijk.
De wijk is sinds de jaren negentig een gemeentelijke aandachtswijk. Vanaf die periode worden er panden gesloopt en straten opgeknapt. Aanvankelijk was er niet veel samenhang in de plannen, maar in 1998 begon een studie naar de woon- en leefsituatie in Transvaal om zo een samenhangend plan te maken. In 2002 begon een ingrijpende herstructurering die in 2015 klaar moest zijn. Er zouden in die periode 2.400 corporatiewoningen worden gesloopt, daarvoor zouden 1.250 woningen terugkomen, waarvan 70% koop en 30% huur. Een beperkt aantal gebouwen wordt gerenoveerd, waaronder het voormalige Badhuis en de Julianakerk. Doordat er meer woningen zijn gesloopt dan teruggebouwd, is de wijk – die erg krap was – wat ruimer van opzet geworden, met pleinen, plantsoenen en tuinen. Een voorbeeld van recreatieve ruimte is het in 2005 geopende wijkpark Transvaal aan de Kempstraat. Overigens grenst Transvaal aan de westzijde aan het Zuiderpark.
In 2007 werd Transvaal door de overheid aangewezen als een van de 40 vogelaarwijken. In het kader van dit programma werd in een wijkactieplan beschreven hoe bewoners, gemeente, welzijnsinstellingen en corporaties wilden dat de wijk er over tien jaar zou uitzien. De wijk moest dan een stevige sociale samenhang hebben, een veelzijdig voorzieningenniveau en een bloeiende wijkeconomie waarvan een multicultureel winkelgebied het kloppend hart zou vormen, aldus het plan. In 2007 begonnen twee projecten om de verloedering in de wijk tegen te gaan: Transart en Hotel Transvaal. Beide werden in 2007 genomineerd voor de Nieuwe Stad Prijs. De prijs werd gewonnen door Hotel Transvaal; het project ontving 5.000 euro.
Vanaf 2001 kent Transvaal de Noeroel Islam moskee aan de Scheeperstraat. In oppervlakte is dit een van de grootste moskeeën van Nederland. De moskee is gebouwd volgens Marokkaanse traditie. De winkelstraat Paul Krügerlaan waar allochtone winkeliers een keur aan exotische waren bieden, werd in 2007 met gevelsubsidie opgeknapt. De glazen overkappingen boven de stoep zijn eind 2006/begin 2007 weggehaald, waardoor de straat een meer open karakter kreeg. Aan de kant van de Haagse markt zijn de 19e-eeuwse panden aan de Paul Krügerlaan en het Paul Krügerplein gehandhaafd. In maart 2008 gaf de gemeente aan te willen bevorderen dat de grote winkelstraat, de Paul Krügerlaan, een exclusieve Hindoestaanse winkelstraat wordt. Dit ligt in lijn met het winkelaanbod in deze straat.  Daarnaast werd in februari 2009 een overeenkomst getekend tussen de gemeente, projectontwikkelaars en het ministerie van Economische zaken om hier een "Bollywood-centrum" voor de Hindoestaanse gemeenschap te bouwen.

## Bekende Nederlanders uit Transvaal
- Dick Advocaat
- Raymond van Barneveld
- Simon Carmiggelt
- Wim Deetman
- Sander Dekker
- Fred Delfgaauw
- Rinus Wehrmann
- Tom Manders (Dorus)

## OV-historie
In 1882 opende de eerste rail-lijn langs dit gebied; de WSM-stoomtram tussen de Lijnbaan en Loosduinen.
In 1886 kwam de tweede railverbinding langs het gebied; de stoomtram van de HIJSM tussen station HS en Scheveningen. In 1927 werd dit de elektrische tramlijn 11. De eerste elektrische tramlijn was echter lijn 12, in 1911. In 1916 kwam lijn 6 in de wijk, maar die reed toen via de Paul Krugerlaan tot net op de Regentesselaan. Sinds 1932 rijd lijn 6 de huidige route via de Dierenselaan. Lijn 12 reed eerst ook over de Regentesselaan, maar had zijn eindpunt aan het andere einde van de laan. Van 1927 tot 1952 reed ook tramlijn 13 door de wijk, van het Veluweplein via de Schalk Burgerstraat en Hobbemaplein, en daar aansluitend op lijn 6. In 1927 was ook een zomerlijn 19 over de Paul Krugerlaan voorzien, maar die is nooit gekomen.